# Plebejus corsica
Plebejus corsica är en fjärilsart som beskrevs av Bell 1862. Plebejus corsica ingår i släktet Plebejus och familjen juvelvingar. Inga underarter finns listade i Catalogue of Life.